# Vlag van Bedfordshire
De vlag van Bedfordshire, een van de traditionele graafschappen van Engeland in Oost-Engeland, toont twee gouden en twee rode vlakken, onderbroken door blauwe en witte golven en een zwarte band met drie witte Jakobsschelpen. Dit ontwerp werd in september 2014 aangenomen als vlag van de traditionele graafschap, met de steun van de High Sheriff van de county.

## Symboliek
"Quarterly Or and Gules a Fess wavy barry way of four Argent and Azure surmounted by a Pale Sable charged with three Escallops of the third."
De blauwe en witte golven staan symbool voor de rivier Ouse, een rivier die door oostelijk Engeland stroomt. De verdeling in vier vlakken (twee gouden en twee rode) stamt af van het wapen van de Beauchamp-familie,  de grondleggers  van Bedford Castle en  de belangrijkste familie in het graafschap na de Normandische verovering op Engeland in de 11e eeuw.
De zwarte band met de witte schelpen herdenkt de diensten van de familie Russell, sinds 1551 Hertogen van Bedford, aan het graafschap en komt uit het wapen van de familie. Een schelp op een vlag of wapenschild heeft meerdere betekenissen. In de middeleeuwen symboliseerde een schelp een pelgrimstocht, voor het Christendom duidt een schelp op wederopstanding en doop. De schelp is bovendien een positief vrouwelijk symbool en staat voor geboorte, leven, wederopstanding, liefde en geluk.